# Тал-Кускарово
Тал-Куска́рово (рос. Тал-Кускарово, башк. Тал Ҡусҡары) — присілок у складі Абзеліловського району Башкортостану, Росія. Входить до складу Гусевської сільської ради.
Населення — 464 особи (2010; 381 в 2002).
Національний склад:
- башкири — 99%

## Відомі особистості
В поселенні народилась:
- Міржанова Сарія Фазуллівна (1924—2000) — башкирський мовознавець, тюрколог.